# Lijst van rijksmonumenten in Rijssen-Holten
De gemeente Rijssen-Holten telt 31 inschrijvingen in het rijksmonumentenregister, hieronder een overzicht. 

## Holten
De plaats Holten telt 8 inschrijvingen in het rijksmonumentenregister. Zie Lijst van rijksmonumenten in Holten voor een overzicht.

## Look
De plaats Look telt 1 inschrijving in het rijksmonumentenregister.
| Object                                                           | Oorspronkelijke functie? | Bouwjaar | Architect | Locatie | Coördinaten?                  | Nr.?  | Afbeelding                                                       |
| ---------------------------------------------------------------- | ------------------------ | -------- | --------- | ------- | ----------------------------- | ----- | ---------------------------------------------------------------- |
| Terrein waarin de overblijfselen van het kasteel de Waerdenborch | Archeologisch monument   | 14e eeuw |           |         | 52° 16' 44" NB, 6° 25' 56" OL | 45543 | Terrein waarin de overblijfselen van het kasteel de Waerdenborch |

## Rijssen
De plaats Rijssen telt 22 inschrijvingen in het rijksmonumentenregister. Zie Lijst van rijksmonumenten in Rijssen voor een overzicht.
Almelo ·
Borne ·
Dalfsen ·
Deventer ·
Dinkelland ·
Enschede ·
Haaksbergen ·
Hardenberg ·
Hellendoorn ·
Hengelo ·
Hof van Twente ·
Kampen ·
Losser ·
Oldenzaal ·
Olst-Wijhe ·
Ommen ·
Raalte ·
Rijssen-Holten ·
Staphorst ·
Steenwijkerland ·
Tubbergen ·
Twenterand ·
Wierden ·
Zwartewaterland ·
Zwolle